# Late Night Feelings
Late Night Feelings es el quinto álbum de estudio del músico y productor Mark Ronson. Fue lanzado el 21 de junio de 2019. Es su primer álbum en cuatro años, después de Uptown Special (2015). Su primer sencillo, Nothing Breaks Like a Heart con Miley Cyrus, fue lanzado el 29 de noviembre de 2018. La canción principal Late Night Feelings, con Lykke Li, fue lanzada junto con la reserva del álbum el 12 de abril. Don't Leave Me Lonely fue lanzado el 17 de mayo de 2019 como el tercer sencillo del álbum. Find U Again con Camila Cabello fue lanzado el 30 de mayo de 2019 como el cuarto sencillo. Pieces of Us con King Princess fue lanzado el 17 de junio de 2019 como el quinto sencillo del álbum.

## Recepción de la crítica
Late Night Feelings recibió críticas generalmente positivas tras su lanzamiento. En Metacritic, el álbum tiene una calificación promedio de 75/100, lo que indica críticas generalmente positivas.
En una reseña positiva, Yasmin Cowan de Clash dijo que el álbum, "podría ser una colección de" bangers tristes", pero este es un proyecto poderoso y empoderador". Aunque notó algunas fallas, Hannah Mylrea de NME llamó al álbum "música pop audaz, brillante y genuinamente interesante".

## Listado de canciones
- Edición estándar

| Late Night Feelings |                                                       |                                                                   |                                                            |          |  |
| N.º                 | Título                                                | Escritor(es)                                                      | Productor(es)                                              | Duración |  |
| 1.                  | «Late Night Prelude»                                  | Mark Ronson, Ilsey Juber, Lykke Li, Zachrisson, Stephen Kozmeniuk | Ronson, Picard Brothers                                    | 1:29     |  |
| 2.                  | «Late Night Feelings» (junto a Lykke Li)              | Ronson, Juber, Zachrisson, Kozmeniuk                              | Ronson, Picard Brothers, Jr. Blender, Honorable C.N.O.T.E. | 4:41     |  |
| 3.                  | «Find U Again» (junto a Camila Cabello)               | Ronson, Camila Cabello, Kevin Parker, Juber                       | Ronson, Parker                                             | 2:56     |  |
| 4.                  | «Pieces of Us» (junto a King Princess)                | Ronson, Mikaela Straus, Michael Malchicoff                        | Ronson, Picard Brothers                                    | 3:26     |  |
| 5.                  | «Knock knock knock» (junto a Yebba)                   | Abbey Smith, Nick Movshon, Homer Steinweiss                       | Ronson                                                     | 1:31     |  |
| 6.                  | «Don´t Leave Me Lonely» (junto a Yebba)               | Ronson, Clèment Picard, Victor Axelrod, Andrew Wyatt              | Ronson, Picard Brothers, P2J, Tom Elmhirst, Brandon Bost   | 3:36     |  |
| 7.                  | «When U Went Away» (junto a Yebba)                    | Smith, Wyatt, Movshon                                             | Ronson                                                     | 1:57     |  |
| 8.                  | «Truth» (junto a Alicia Keys, The Last Arful y Dodgr) | Ronson, Thomas Brenneck, Movshon, Juber, Diana Gordon             | Ronson, Honorable C.N.O.T.E.                               | 3:48     |  |
| 9.                  | «Nothing Breaks Like a Heart» (junto a Miley Cyrus)   | Ronson, Cyrus, Juber, Brenneck, Conor                             | Ronson, Picard Brothers, Jamie xx                          | 3:38     |  |
| 10.                 | «True Blue» (junto a Angel Olsen)                     | Ronson, Angel Olsen                                               | Ronson, Picard Brothers                                    | 5:48     |  |
| 11.                 | «Why Hide» (junto a Diana Gordon)                     | Ronson, Leon Michaels, Movshon, Steinweiss                        | Ronson, Picard Brothers                                    | 4:19     |  |
| 12.                 | «2 AM» (junto a Lykke Li)                             | Ronson, Juber, Brenneck, Zarchrisson                              | Ronson, Picard Brothers                                    | 3:18     |  |
| 13.                 | «Spinning» (junto a Ilsey)                            | Ronson, Juber, Zarchrisson                                        | Ronson, Picard Brothers                                    | 3:09     |  |
| 43:06               |                                                       |                                                                   |                                                            |          |  |

## Créditos y personal
Créditos adaptados de Tidal y las notas del álbum.

### Vocales
- Mark Ronson - voz, piano, batería, guitarrista, programador
- Lykke Li - voz
- Camila Cabello - voz
- King Princess - voz
- YEBBA - voz
- Alicia Keys - voz
- Miley Cyrus - voz
- Angel Olsen - voz, guitarrista
- Diana Gordon - voz
- Ilsey Juber - voz
- Denise Renee - coros
- Amandla Stenberg - coros
- Tiff Stevenson - coros
- Chris Turner - coros
- Kevin Parker - coros, programador

### Instrumentos
- Nick Movshon – bajo, batería, ingeniero
- Alissia Benveniste – bajo
- Homer Steinweiss – batería, ingeniero
- Conor Szymanski – batería
- Thomas Brenneck – guitarras, piano, sintetizador
- Joe Crispiano – guitarra
- Jonah Feingold – guitarra
- Alex Greenwald – guitarra, sintetizador
- Victor Axelrod – sintetizador
- Ivan Jackson – sintetizador, trompeta
- John Kirby – sintetizador
- Greg Phillinganes – sintetizador
- Leon Michaels – piano, sintetizador
- Daniel Bhattacharya – violín
- Charlie Bisharat – violín
- Fiona Brice – violín
- Chris Clad – violín
- Anna Croad – violín
- Francis Grimes – violín
- Marianne Haynes – violín
- Gerardo Hilera – violín
- Ian Humphries – violín
- Carrie Kennedy – violín
- Patrick Kiernan – violín
- Natalie Leggett – violín
- Kirsty Mangan – violín
- Eleanor Mathieson – violín
- Perry Montague-Mason – violín
- Steve Morris – violín
- Charles Mutter – violín
- Sara Parkins – violín
- Kerenza Peacock – violín
- Michele Richards – violín
- Jenny Sacha – violín
- Neil Samples – violín
- Sarah Sexton – violín
- Ellie Stamford – violín
- Christopher Tombling – violín
- Shalini Vijayan – violín
- Matthew Ward – violín
- Honor Watson – violín
- Deborah Widdup – violín
- Paul Willey – violín
- John Wittenberg – violín
- Nick Barr – viola
- Reiad Chibah – viola
- Tom Lea – viola
- Shawn Mann – viola
- Bryony Mycroft – viola
- Virginia Slater – viola
- Dave Walther – viola
- Katie Wilkinson – viola
- Rodney Wirtz – viola
- Katie Burke – chelo
- Dave Daniels – chelo
- Rosie Danvers – chelo
- Katherine Jenkinson – chelo
- Jo Knight – chelo
- Jane Oliver – chelo
- Roger Linley – batería, bajo
- Richard Pryce – batería, bajo
- Wayne Bergeron – fliscorno
- Laura Brenes – cuerno francés
- Dave Guy – trompeta

### Producción
- Honorable C.N.O.T.E. – productor, programador
- Jr Blender – productor, programador
- P2J – productor
- Tom Elmhirst– productor, mezcla
- Brandon Bost – productor, programador, sintentizador
- JAE5 – productor, programador, sintentizador
- Jamie xx – productor

## Posicionamiento en listas
| Listas (2019)                      | Mejor posición |
| ---------------------------------- | -------------- |
| Australia (ARIA)                   | 7              |
| Austria (Ö3 Austria)               | 67             |
| Bélgica (Ultratop flamenca)        | 28             |
| Bélgica (Ultratop valona)          | 57             |
| Canadá (Billboard Canadian Albums) | 42             |
| Países Bajos (Album Top 100)       | 48             |
| Francia (SNEP)                     | 47             |
| Alemania (Offizielle Top 100)      | 56             |
| Irlanda (IRMA)                     | 13             |
| Nueva Zelanda (Recorded Music NZ)  | 33             |
| Portugal (AFP)                     | 49             |
| Escocia (Scottish Albums Chart)    | 8              |
| España (PROMUSICAE)                | 93             |
| Suiza (Schweizer Hitparade)        | 20             |
| Reino Unido (UK Albums Chart)      | 4              |
| Estados Unidos (Billboard 200)     | 61             |

## Certificaciones
| País        | Organismo certificador | Certificación | Ventas certificadas | Ref    |
| ----------- | ---------------------- | ------------- | ------------------- | ------ |
| Brasil      | Pro-Música Brasil      | Oro           | 20 000              | [ 35 ] |
| Polonia     | ZPAV                   | Oro           | 10 000              | [ 36 ] |
| Reino Unido | BPI                    | Plata         | 60 000              | [ 37 ] |